# Slavonski Brod
Slavonski Brod [ˈslaʋɔːnskiː ˈbrɔːd] ist eine Stadt im Osten von Kroatien. Sie liegt am Nordufer der Save, welche hier die Staatsgrenze zu Bosnien und Herzegowina bildet. Auf der Südseite der Save liegt in einer Flussschlinge die zu Bosnien gehörende Nachbarstadt (Bosanski) Brod.
Die Stadt ist Sitz der regionalen Selbstverwaltungseinheit, der Gespanschaft Brod-Posavina (Brodsko-posavska županija). Den Ergebnissen der letzten Volkszählung von 2011 nach leben 59.141 Einwohner in der Stadt. Sie ist damit die sechstgrößte Stadt in Kroatien und nach Osijek die zweitgrößte Stadt in der Region Slawonien. Die Bevölkerung besteht hauptsächlich aus katholischen Kroaten. Bürgermeister ist Mirko Duspara.

## Geographie

### Lage
Slavonski Brod liegt etwa 175 km (Luftlinie) südöstlich von Zagreb, 92 m über dem Meeresspiegel. Die Seehöhe der Stadt erstreckt sich von 79 m.ü.A. bei Jelas bis auf 263 m.ü.A. in Brodsko Vinogorje im Norden. Die Fläche des Stadtgebiets beträgt 54,45 km², davon sind 21,97 km² bebaut.
Das dicht verbaute Stadtzentrum ist durch die Eisenbahn im Norden, den Fluss Glogovica im Osten, die Save im Süden und die Festung Brod im Westen vergleichsweise klar abgegrenzt. Das Stadtzentrum ist durch die historische Altstadt (Gebiet östlich des Korzo sowie entlang der Save), wichtige Einkaufsstraßen (Ul.Petra Kresimira IV, Zrinska Ulica) und diverse Cafés und Hotels geprägt. Am Rande des Stadtzentrums findet man großräumige Wohnhausanlagen aus jugoslawischer Zeit (Naselje Slavonija I & II), die durch weitläufige Grünflächen aufgelockert werden.
Jenseits der Eisenbahn, nördlich des Stadtzentrums, befindet sich das weitläufige Industriegebiet mit den beiden Unternehmen Đuro Đaković und Crotram (Lokomotiv- und Maschinenbau). Darüber hinaus sind in diesem Industriegebiet diverse kleinere Unternehmen sowie der lokale Fernsehsender SBTV beheimatet.
Die hügeligen und bewaldeten Stadtteile im Norden (Brodsko Vinogorje und Podvinje) werden durch die Autobahn A3 vom übrigen Stadtgebiet abgetrennt. Sie sind überwiegend locker bebaut und gelten als wohlhabendere und ruhigere Gegenden. Aufgrund der Hanglage Richtung Süden eignen sich diese Gebiete auch gut für den Wein- oder Obstanbau.
Am östlichen Stadtrand prägen hauptsächlich Gewerbegebiete und Einkaufszentren das Stadtbild. Hier befinden sich auch der städtische Friedhof sowie ganz im Südosten der Hafen an der Save.
Im Westen sind Wohngebiete mit typischen slawonischen Einfamilienhäusern (häufig Hoftrakter mit Front direkt an der Straße gelegen) aus den 1950er und 1960er Jahren vorherrschend. Außerhalb des Stadtzentrums gibt es keine erwähnenswerten Hochhäuser oder andere dicht bebauten Gebiete.
Die Topographie im Westen und Osten ist sehr flach. Es gibt keine nennenswerten natürlichen Erhebungen.
Neben der Save teilen die Flüsse Glogovica, Mrsunja und im Norden viele weitere kleine Bäche die Stadt. Slavonski Brod erstreckt sich in West-Ost-Richtung auf 9,5 km, in Nord-Süd-Richtung auf 9 km. Die Stadtgrenze im Süden entspricht dem Flusslauf der Save und zugleich der Staatsgrenze. Wenige Kilometer westlich der Stadt liegt der Ribnjak, ein knapp 10 km² großes Seengebiet.

### Klima

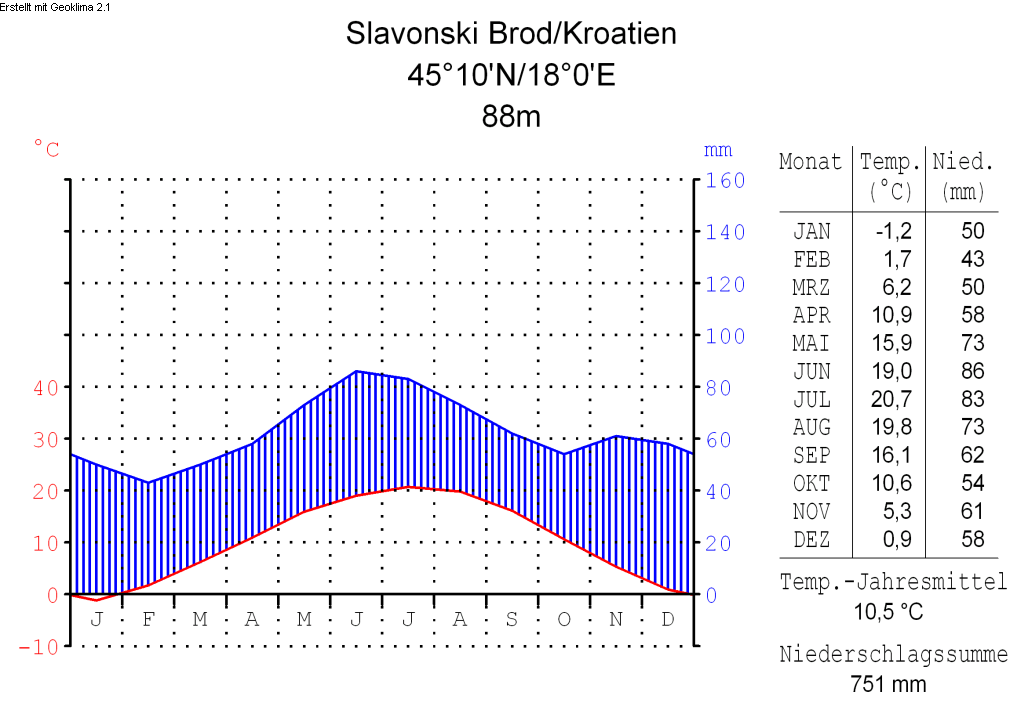
Klimadiagramm Slavonski Brod

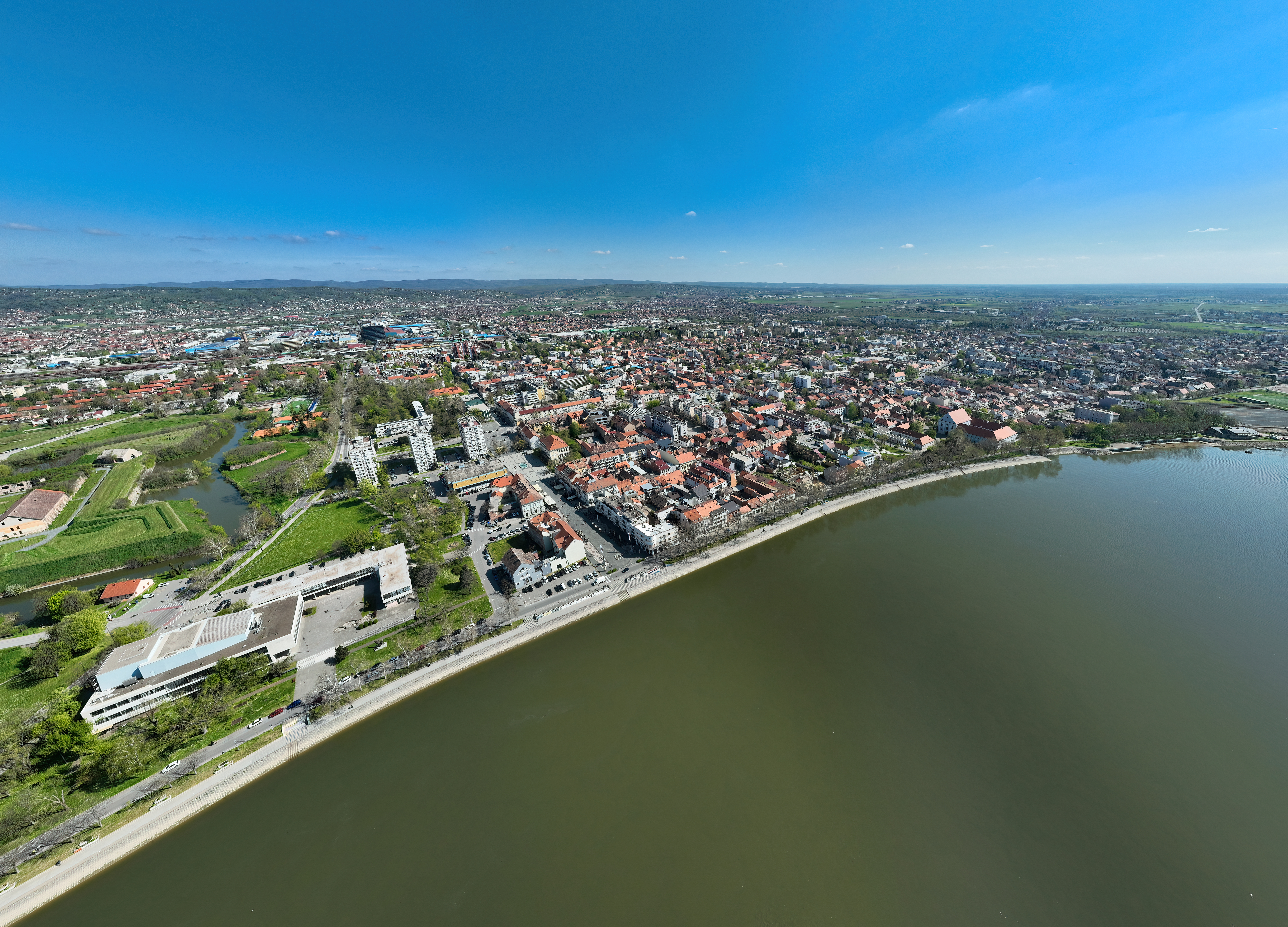
Panoramablick auf Slavonski Brod

Slavonski Brod befindet sich in der gemäßigten Klimazone mit kontinentalen Einflüssen. Die jährliche Durchschnittstemperatur liegt bei rund 10,5 Grad.
Die Sommer sind häufig trocken und heiß mit milden Nächten. Wärmegewitter bilden die Ausnahme. Aufgrund der topografischen Lage kann auch der Wind an heißen Tagen keine Abkühlung verschaffen. Bei stabilen Hochdruckgebieten können dadurch rasch tagelange Hitzewellen entstehen Nennenswert ist hier eine Hitzewelle im Sommer 1994, als 20 Tage hintereinander Tageshöchsttemperaturen von mehr als 30 Grad erreicht wurden. Die historisch höchste Temperatur wurde am 6. August 2012 mit 40,5 Grad gemessen.
Die Winter hingegen sind kalt und niederschlagsreich. Intensiver Schneefall ist noch im März möglich. Die tiefste Temperatur wurde im Winter 1963 mit −28 °C gemessen. Aufgrund der Lage an der Save breitet sich ab Anfang November häufig Bodennebel über der Stadt aus und schränkt dadurch die Sichtverhältnisse ein. Da der Bodennebel sehr plötzlich auftreten kann, sorgt er oft für gefährliche Situationen an der durch die Stadt führende Autobahn A3.
Der sonnenreichste Monat ist mit durchschnittlich 268 Sonnenstunden der Juli.

### Stadtteile
Es gibt insgesamt 18 Stadtteile, deren genaue Grenzen allerdings nicht immer eindeutig zu bestimmen sind.
| - Centar (Stadtzentrum) - Budainka - Naselje Zrinski-Frankopan - Mali Pariz - Naselje A. Hebrang - Naselje Slavonija 1 | - Naselje Slavonija 2 - Brodsko Vinogorje - Livada - Marsonija - Mikrorajon - Plavo Polje | - Bjelis - Kolonija - Jelas - Lutvinka - Krajiška - Podvinje |

## Geschichte
Slavonski Brod wurde am 20. Juli 1224 unter dem ungarischen König Bela IV. erstmals erwähnt. Bereits zur Römerzeit existierte hier jedoch eine Festung mit dem Namen Marsonia. Spätestens im 7. Jahrhundert siedelten sich Slawen dort an. Aufgrund der strategischen Lage an der Grenze zwischen habsburgischem und osmanischem Einflussbereich hatte die Stadt im Laufe der Zeit immer wieder unter den militärischen Auseinandersetzungen in der Region zu leiden. Zwischen 1715 und 1720 wurde unter der Regentschaft von Eugen von Savoyen in der Stadt im Rahmen der Militärgrenze die große kaiserliche und königliche Grenzfestung Brod errichtet. Damals hieß die Stadt Brod na Savi (deutsch Brod/Broth an der Save).

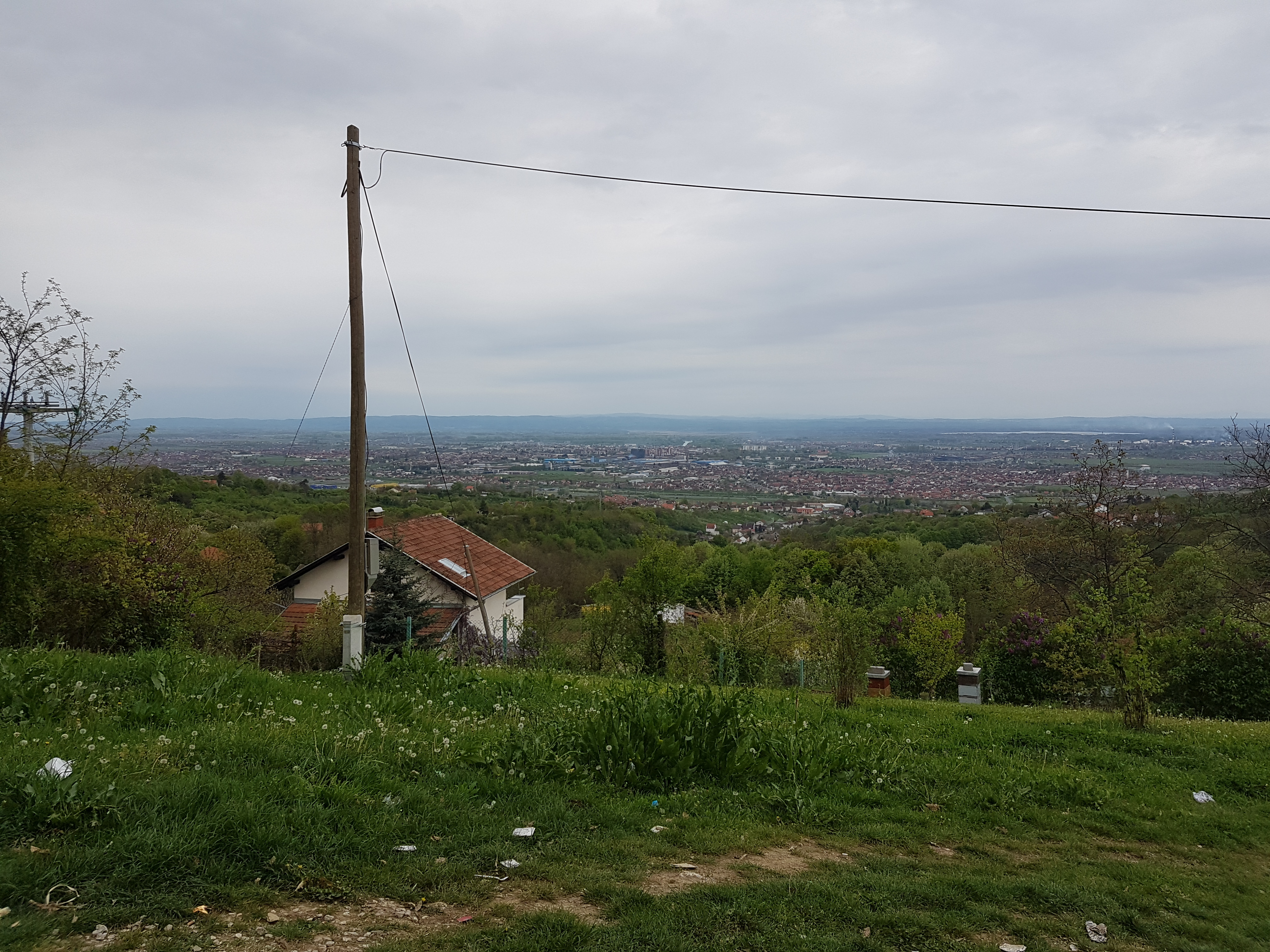
Blick vom Berg Kosarevac auf Slavonski Brod, mit rund 265 Metern der höchste Berg der Stadt.

Die wirtschaftliche und städtebauliche Entwicklung der damals erst etwa 4000 Einwohner zählenden Kleinstadt setzte um 1870 ein. Bereits im Jahr 1871 wurden die Stadtmauern abgetragen. Im darauffolgenden Jahr 1872 entstanden das Zollamt, das Bezirksgericht und die Steuerbehörde. Die Städtische Schule wurde 1874 errichtet. Die ersten Industriegebiete, die Bierbrauerei, die Ziegelfabrik sowie die Brücke über die Save entstanden im Jahr 1880. Die Brücke war von Anfang an auch für die Eisenbahn nutzbar. Im Jahr 1882 konnte deshalb die Eisenbahnstrecke nach Sarajevo eröffnet werden. Diese dynamische Entwicklung der Infrastruktur führte zu einem bedeutenden Aufschwung von Wirtschaft und Handel. Nachdem bereits im Jahr 1899 das Sägewerk erbaut wurde, kam es insbesondere in den Jahren nach 1904 zu immer mehr Firmengründungen. Am 6. Juli 1900 wurde die Feuerwehrzentrale an der Save errichtet. Im Jahr 1921 wurde schließlich das Palais der Sparkasse erbaut. Aufgrund dieser Entwicklung hatte die Stadt zu dieser Zeit bereits 10.000 Einwohner.
1923 gründete der Holz- und Möbelfabrikant Aleksandar Ehrman mit Hilfe von Fremdkapital die Waggon-, Maschinen- und Brückenfabrik in Slawonski Brod, die 1947 nach dem ehemaligen Führer der Kommunistischen Partei Jugoslawiens in Đuro Đaković Industrija šinskih vozila, industrijskih i energetskih postrojenja i čeličnih konstrukcija Slavonski Brod umbenannt wurde. Đuro Đaković und Crotram (Lokomotivbau) zählen heute zu den größten Arbeitgebern in der Stadt. Am 29. Mai 1934 wurde die Stadt in Slavonski Brod (wörtlich Slawonische Furt) umbenannt.
Auch wenn der Zweite Weltkrieg einen Großteil der Bausubstanz der Stadt zerstörte, konnte sie sich rasch wieder erholen. In den Jahren nach 1960 entstanden in der Stadt viele neue Wohnhausanlagen, besonders in den Wohngebieten Slavonija I und II. Die Stadt dehnte sich ab der zweiten Hälfte des 20. Jahrhunderts vor allem entlang der beiden Siedlungsachsen Zagrebacka Ulica (Ausfallstraße Richtung Nordwesten) sowie Osijecka Ulica (Ausfallstraße Richtung Nordosten) aus. Manche Siedlungsgebiete am Stadtrand wurden gänzlich auf der „Grünen Wiese“ errichtet (z.B Naselje Jelas, ab den 1950er-Jahren)

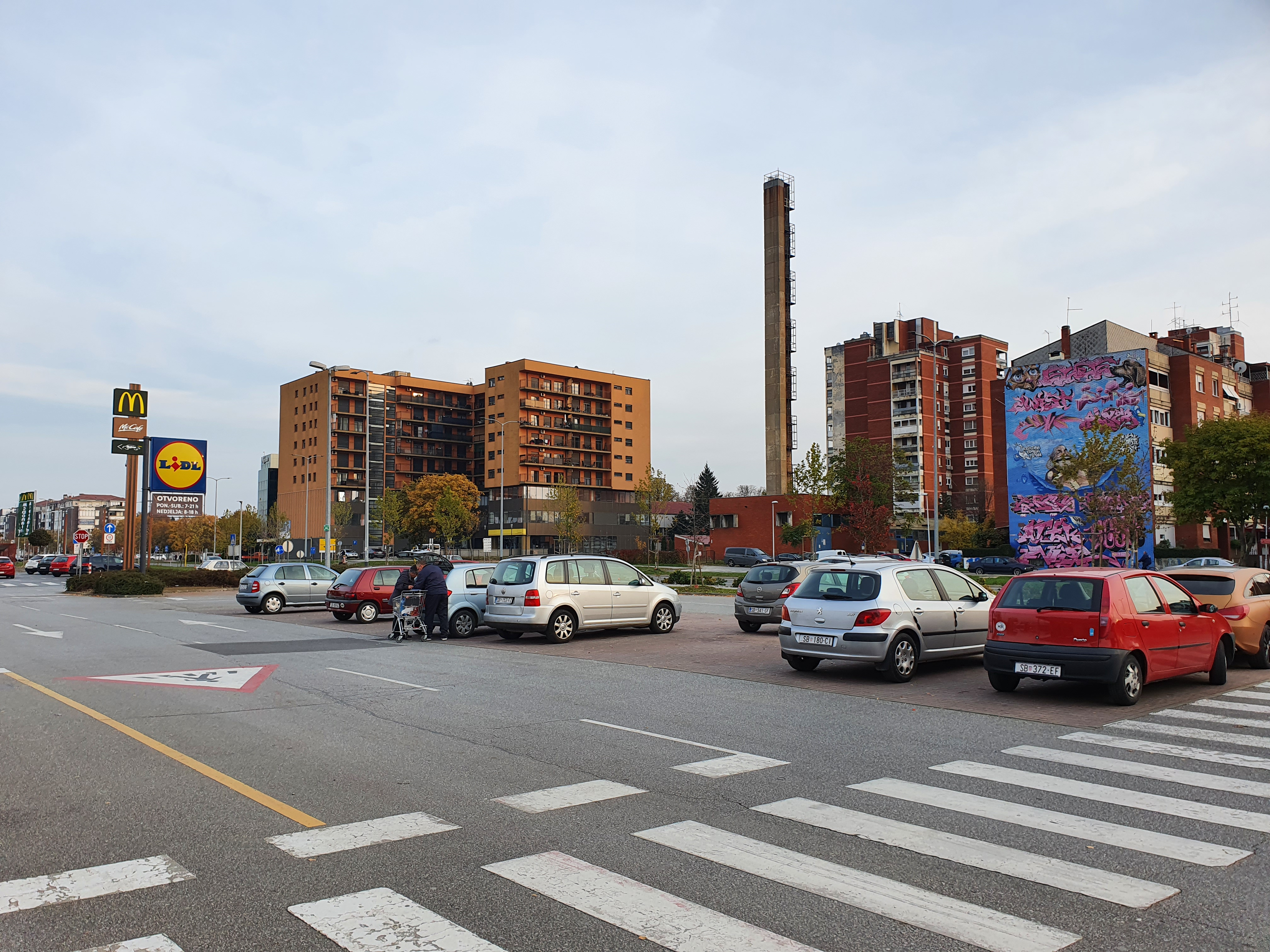
Naselje Slavonija am rechten Bildrand, eine Wohnhausanlage aus jugoslawischer Zeit

Ein weiteres wichtiges Bauprojekt war in den 1980er Jahren das Wohngebiet Andrija Hebrang im Südosten der Stadt, eine aus fünf geschlossenen Wohnblöcken mit Platz für knapp 10.000 Menschen bestehende Wohnanlage. Der letzte Wohnblock wurde 2005 fertiggestellt.
Im Zusammenhang mit den militärischen Auseinandersetzungen im Kroatien-Krieg wurde die Stadt häufig angegriffen und erlitt schwere Schäden. Es starben 182 Menschen, darunter auch 27 Kinder. Es gab darüber hinaus 591 Verletzte unter den Zivilisten. Bei den Kämpfen in der Umgebung starben rund 500 Soldaten. Während des Bosnien-Krieges wurde die Stadt besonders stark vom Zustrom zahlreicher Flüchtlinge aus Nordbosnien getroffen, die über die Brücke vor den dortigen Kämpfen flüchteten. Ein Teil dieser Flüchtlinge, bei denen es sich hauptsächlich um bosnische Kroaten handelte, siedelte sich in der Folge in Slavonski Brod bzw. in den umliegenden Dörfern an. Die bereits während der Auseinandersetzungen mehrfach, u. a. mit Flugzeugen angegriffene Brücke über die Save wurde während des Bosnien-Krieges von beiden Seiten gesprengt und erst im April 2000 durch kroatische und ungarische Firmen wiederaufgebaut. Die seit 1995 westlich der zerstörten Brücke bestehende provisorische Pontonbrücke für die in Bosnien und Herzegowina stationierten internationalen Militäreinheiten wurde daraufhin zurückgebaut. Im Zusammenhang mit dem Wiederaufbau der Brücke wurde auch ein internationaler Grenzübergang eröffnet.

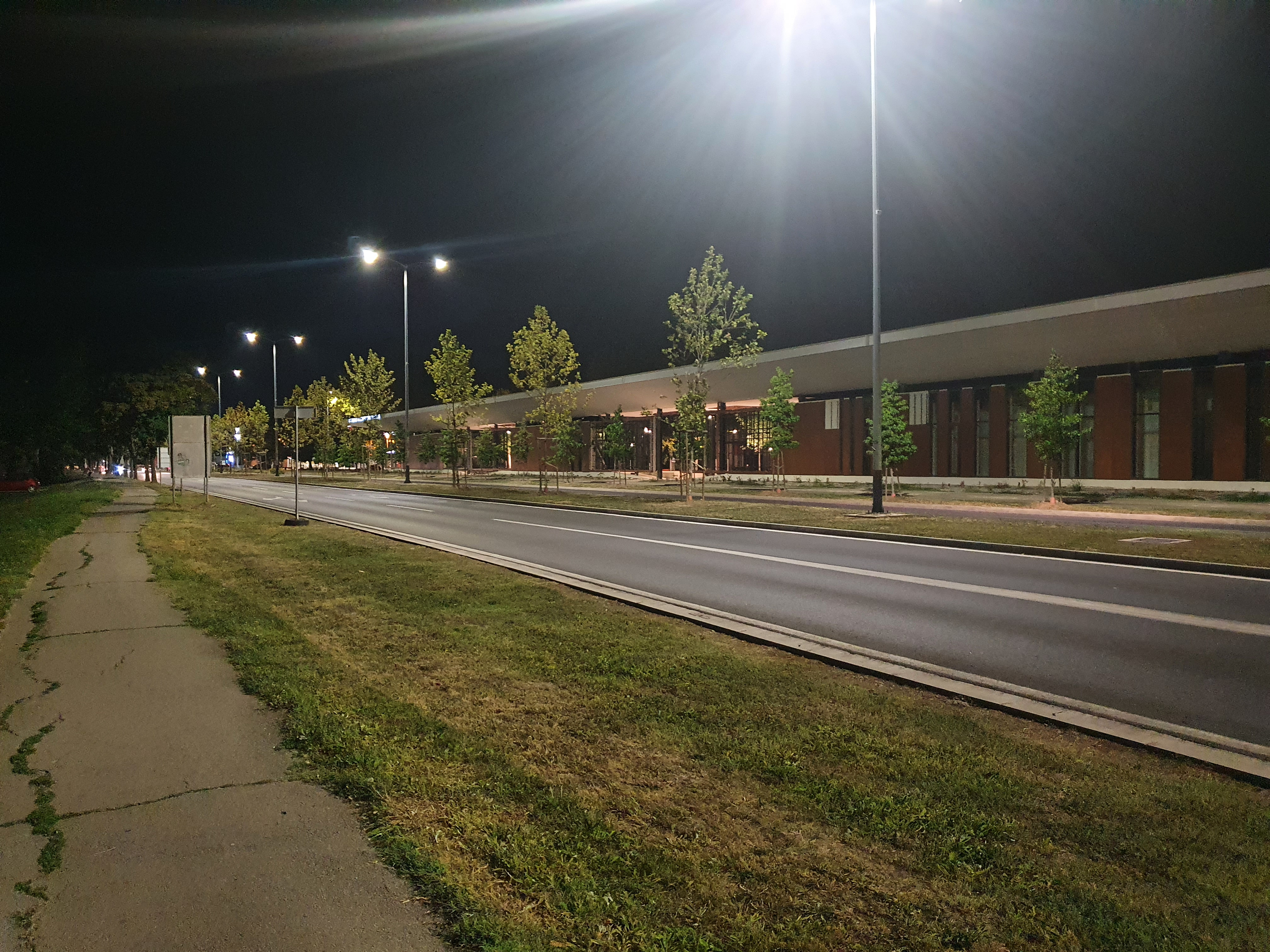
Die ausgebaute Ulica Petra Svacica, im Hintergrund der neue, in Bau befindliche Busbahnhof

Vom Winter 2017 an wurde am Ausbau der rund 1,1 Kilometer langen Ulica Petra Svacica gearbeitet. Diese West-Ost-Achse nordwestlich des Stadtzentrums wurde früher als normale Durchzugsstraße mit jeweils einem Fahrstreifen pro Richtung geführt. Mit dem Abschluss der Bauarbeiten im Frühjahr 2019 hat die Straße eine zusätzliche Richtungsfahrbahn bekommen und wurde dadurch zugleich verbreitert. Durch diese baulichen Maßnahmen stehen nun zwei Fahrstreifen pro Fahrtrichtung zur Verfügung. Die gesamte Straße wurde dadurch aufgewertet und ihr Erscheinungsbild einem Boulevard ähnlich gestaltet. Durch diese und ähnliche Verkehrsmaßnahmen hofft die Stadtverwaltung, den Durchzugsverkehr innerhalb des Stadtzentrums zu reduzieren. In weiterer Folge soll die Straße Richtung Osten ausgebaut und mit der Ausfallstraße Richtung Nordosten Osijecka Ulica verbunden werden. Slavonski Brod hätte damit eine hochrangige West-Ost-Verbindung, welche den Durchzugsverkehr aus dem Stadtzentrum vollständig fernhält.
Von 2021 bis 2022 wurde der baufällige Busbahnhof nördlich des Stadtzentrums abgetragen und durch einen modernen Neubau ersetzt.

## Bevölkerung
Slavonski Brod war eine der in den letzten 50 Jahren am schnellsten wachsenden Städte in Kroatien, wobei die genaue Einwohnerzahl von Slavonski Brod umstritten war. Oft stößt man auf veraltete oder ungenaue Zahlen. 2001 hatte die Stadt ca. 65.000 Einwohner. Den historischen Höchststand erreichte Slavonski Brod 1998 mit 75.853 Einwohnern.
Aufgrund der wirtschaftlichen Situation in den letzten Jahren hat die Stadt (wie auch ganz Kroatien) seit etwa der Jahrtausendwende mit einem massiven Bevölkerungsrückgang zu kämpfen. Besonders die jüngeren Generationen zieht es oft in die Hauptstadt Zagreb oder ins Ausland (hier besonders nach Deutschland, Österreich oder in die Schweiz). Seit 2001 verlor Slavonski Brod etwa 15.000 Einwohner (von 65.000 auf rund 50.000; entspricht einem Minus von rund 20 %).

## Infrastruktur

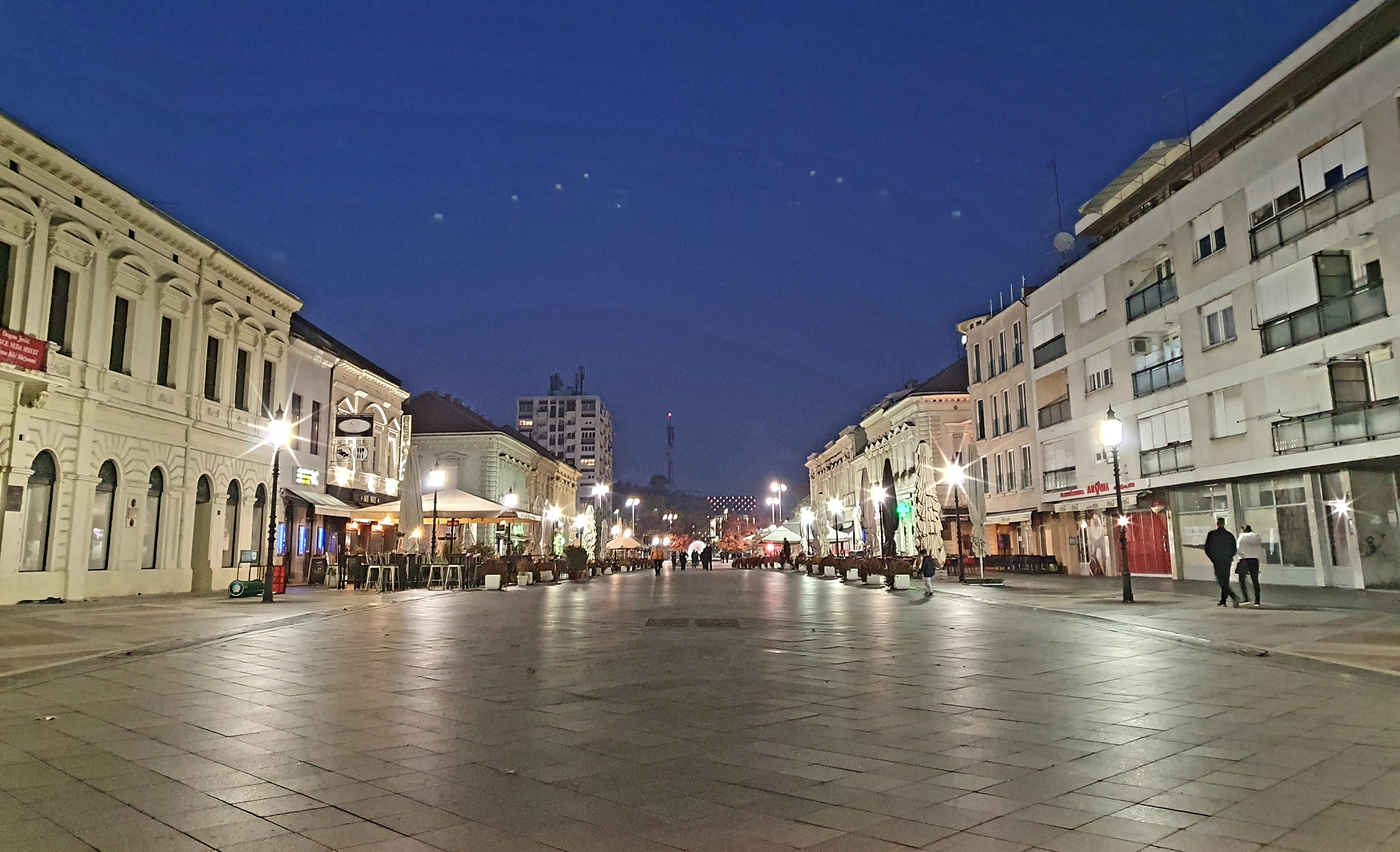
Abendlicher Blick auf den Hauptplatz, Oktober 2021

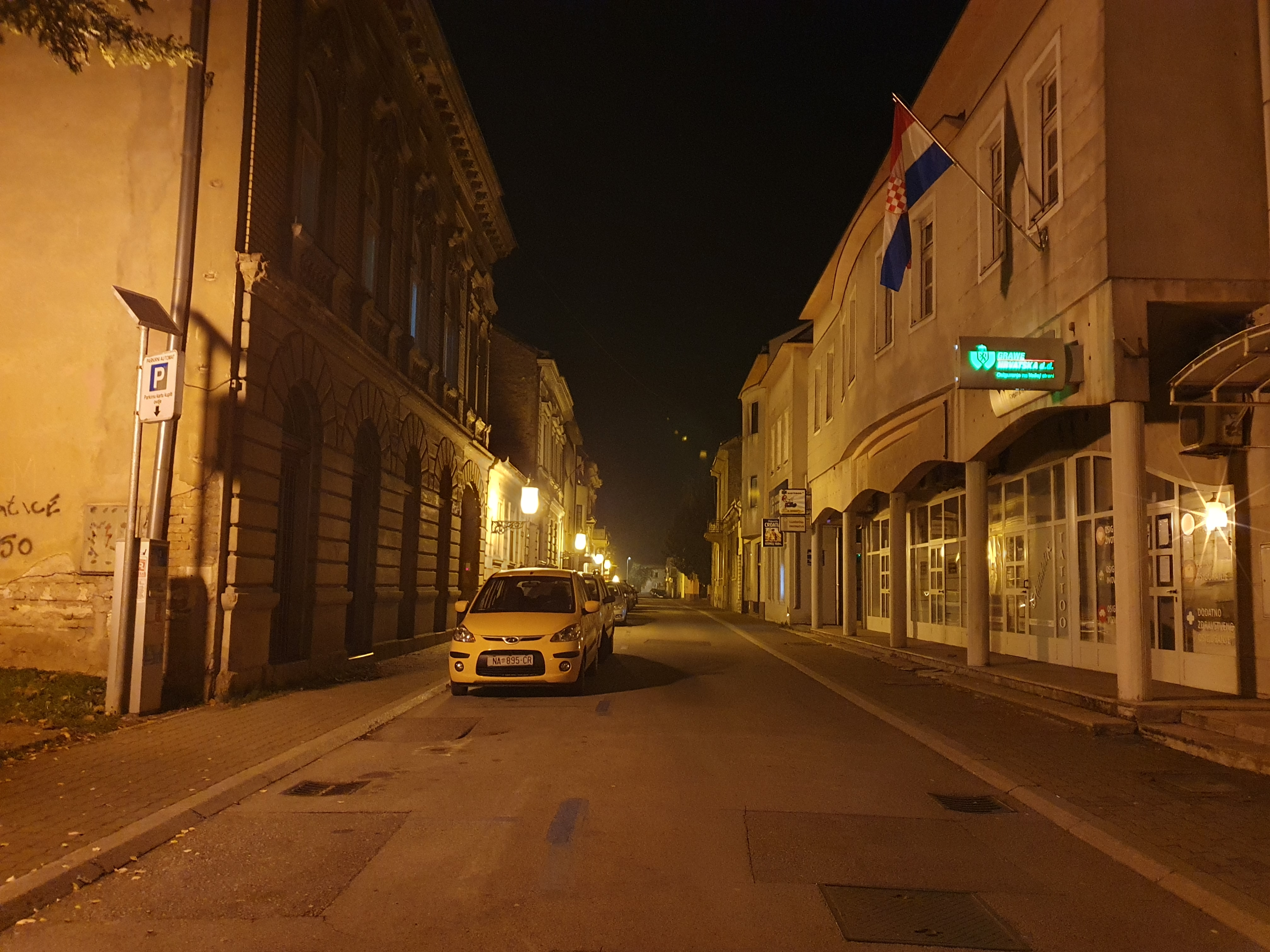
Eine Gasse in der historischen Altstadt von Slavonski Brod

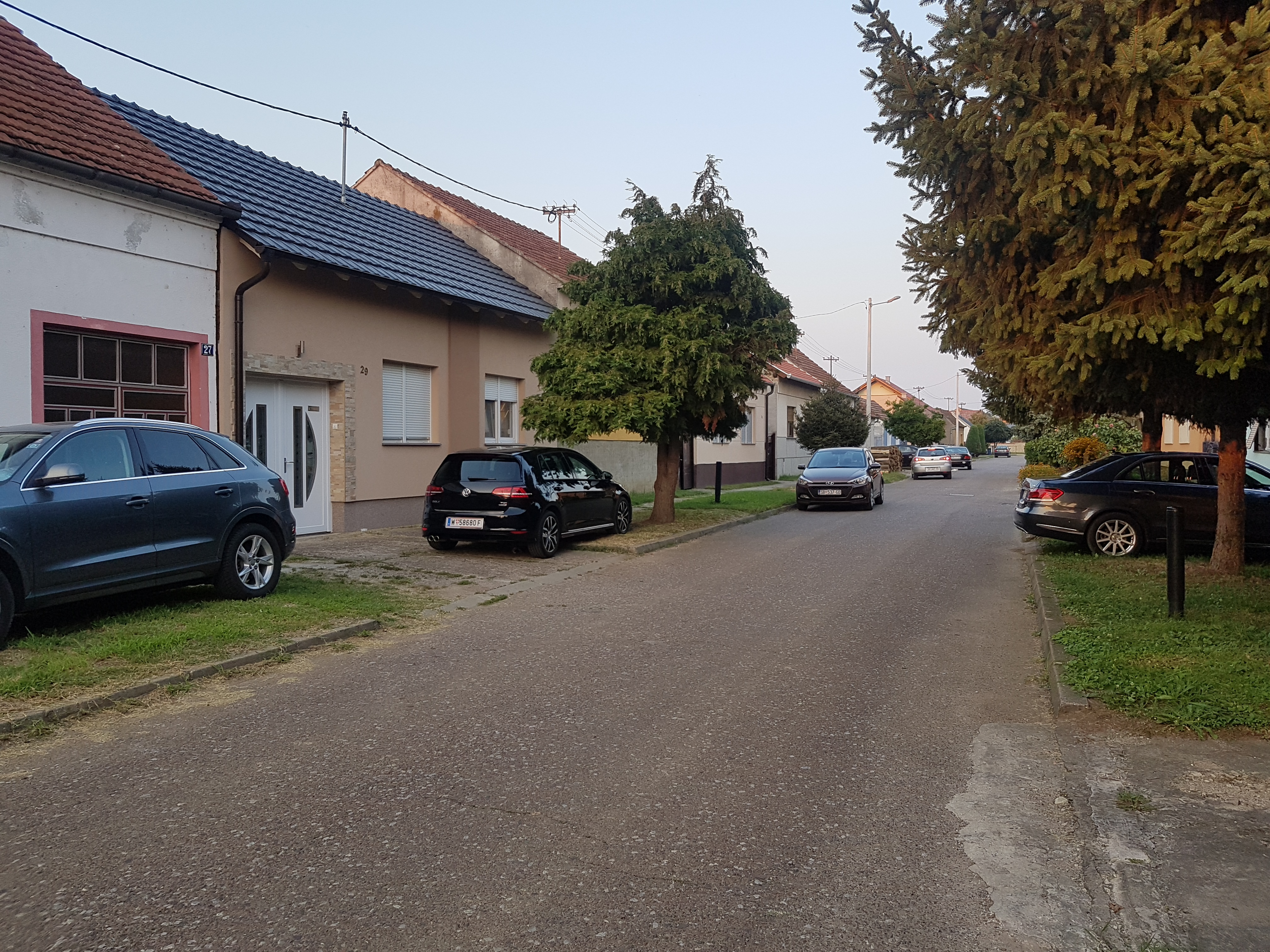
Die Opatijska Ulica in Jelas, eine Typische Siedlungsstraße am Stadtrand aus den 60er-Jahren

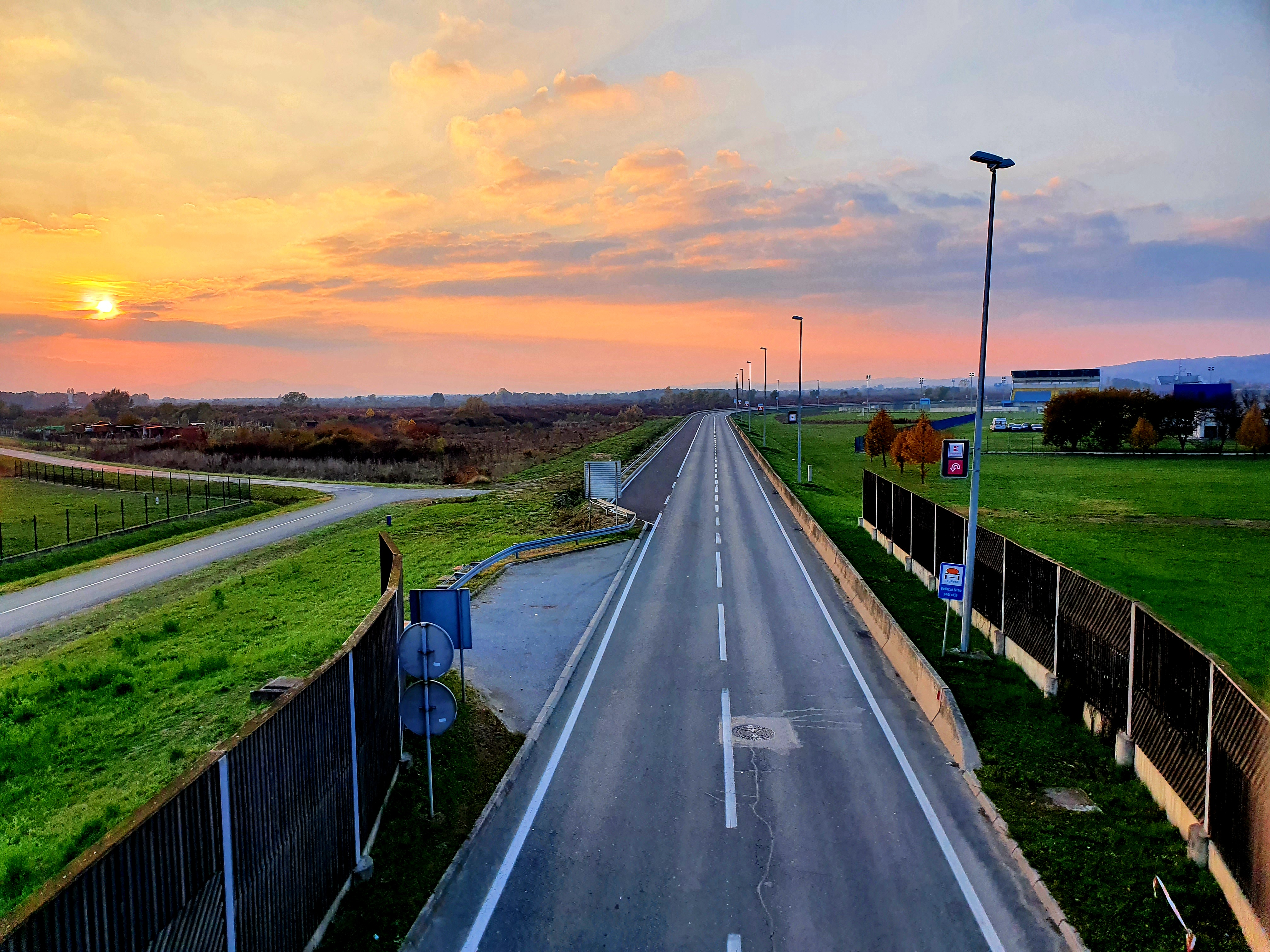
Die 2006 fertiggestellte Zapadna vezna cesta, die westliche Stadtumfahrung, in Blickrichtung Westen

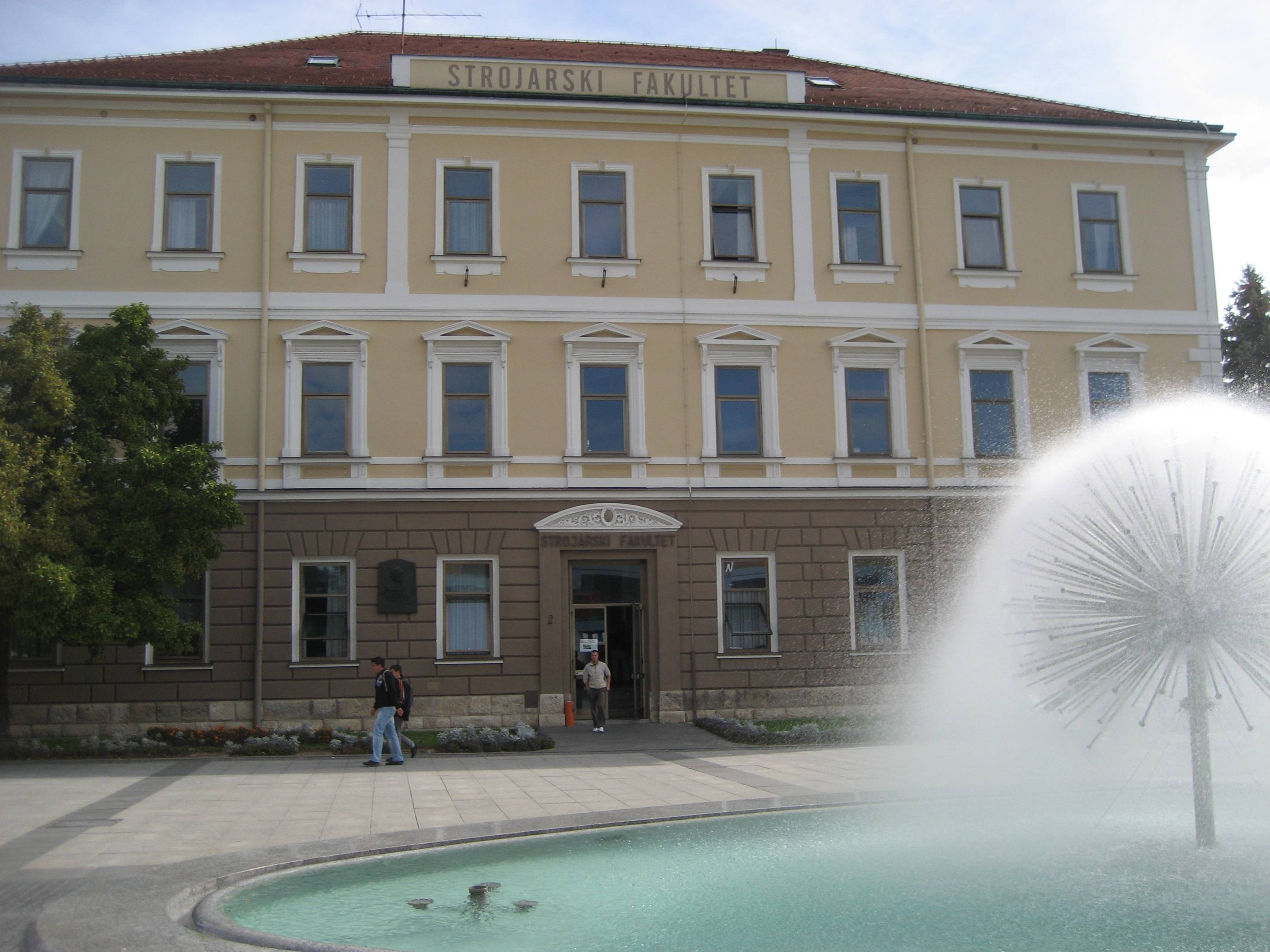
Maschinenbaufakultät der Universität Osijek

Slavonski Brod liegt an der Autobahn Zagreb–Lipovac–Belgrad (Europastraße 70/Autobahn A 3) und der Bahnlinie Zagreb–Vinkovci–Belgrad. Es gibt zwei Autobahnabfahrten in die Stadt: Slavonski Brod zapad (West, eröffnet 1989) und Slavonski Brod istok (Ost, eröffnet 1991). Beide liegen 11,40 km auseinander. Über die westliche Autobahnabfahrt von Slavonski Brod kommt man direkt in den Stadtteil Jelas bzw. ins Stadtzentrum und seit Sommer 2006 auch zum Grenzübergang nach Bosnien und Herzegowina. Dieser dient vor allem dem internationalen Straßenverkehr, wird jedoch auch von Fußgängern und Radfahrern im kleinen Grenzverkehr nach Bosanski Brod genutzt.
Der kroatische Teil des Grenzübergangs befand sich zunächst direkt am nördlichen Brückenkopf. Die durch das Stadtzentrum erfolgende Zuführung verursachte allerdings erhebliche innerstädtische Verkehrsprobleme. Eine zwischen 2004 und 2006 erbaute Umgehungsstraße (3,1 km) führt den Durchgangsverkehr inzwischen von der westlichen Autobahnabfahrt über den vergleichsweise locker bebauten Stadtteil Jelas direkt an die Staatsgrenze. Mit dem Bau der Schnellstraße wurde der Grenzübergang rund 300 Meter weiter nach Norden verlegt. Im Zusammenhang mit der Errichtung der neuen Kontrollstelle wurde auch der Bahndamm für die über die Save führende Eisenbahn abgerissen. Diese zweigte als 1,5 km langes Nebengleis bis 2006 vom Bahnhof der Stadt zum Grenzübergang im Süden der Stadt ab.
Es werden laufend erhebliche Anstrengungen unternommen, um die städtische Infrastruktur zu verbessern. So wurden flächendeckend neue Gasleitungen verlegt, der städtische Hauptplatz (Korso) neu gestaltet, eine Fußgängerzone eingerichtet, der Uferweg an der Save neu gestaltet, u. a. m. In der Stadt gibt es viele öffentliche Plätze und 5 Parkanlagen, wovon der Stadtpark im Zentrum der größte ist. 31 Spielplätze und 6 Stadien stehen zur Verfügung. Es gibt auch größere Wohnanlagen (Naselje Slavonija I & II) und Strandbäder an der Save.
Die Länge des Wasserleitungsnetzes beträgt 387 km. Es gibt 14.730 Wasseranschlüsse. Die Kanalisation ist 123 km lang. Der Wasserverbrauch beträgt jährlich ca. 4 Millionen m³. Das Straßennetz ist 223 km lang. Insgesamt gibt es 298 Straßen. Die Stadt hat einen Busbahnhof. Es gibt vier städtische Buslinien, die das Stadtzentrum mit den Vororten verbinden und alle 30 Minuten von 6 Uhr morgens bis 23 Uhr abends unterwegs sind. Im Südwesten von Slavonski Brod befindet sich ein Flugplatz (Sportski Aerodrom Jelas) mit einer 1200 m langen Rollbahn, die jedoch nicht asphaltiert ist und hauptsächlich von Klein- und Sportflugzeugen benutzt wird.

Fußgängerzone in Slavonski Brod
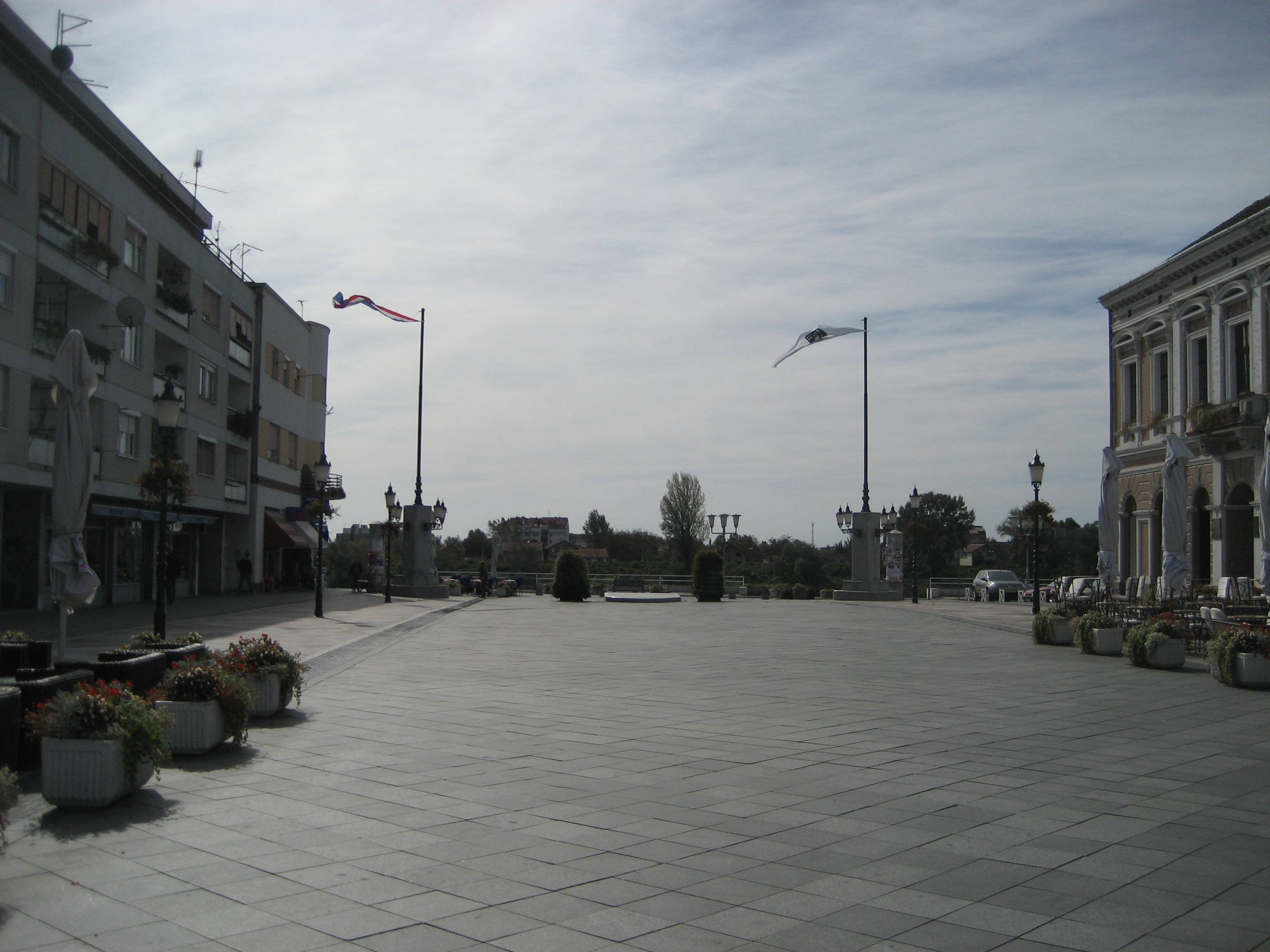
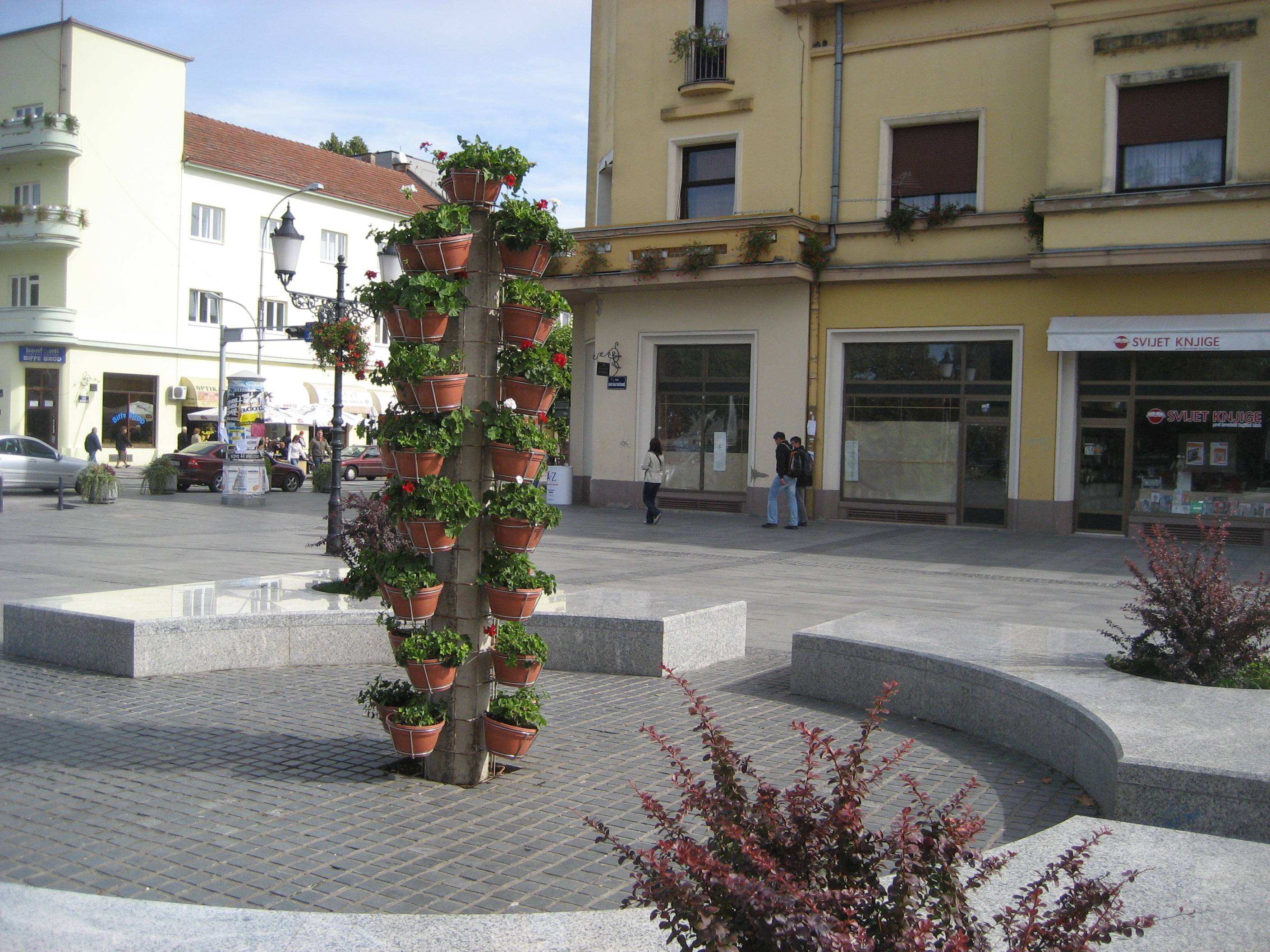
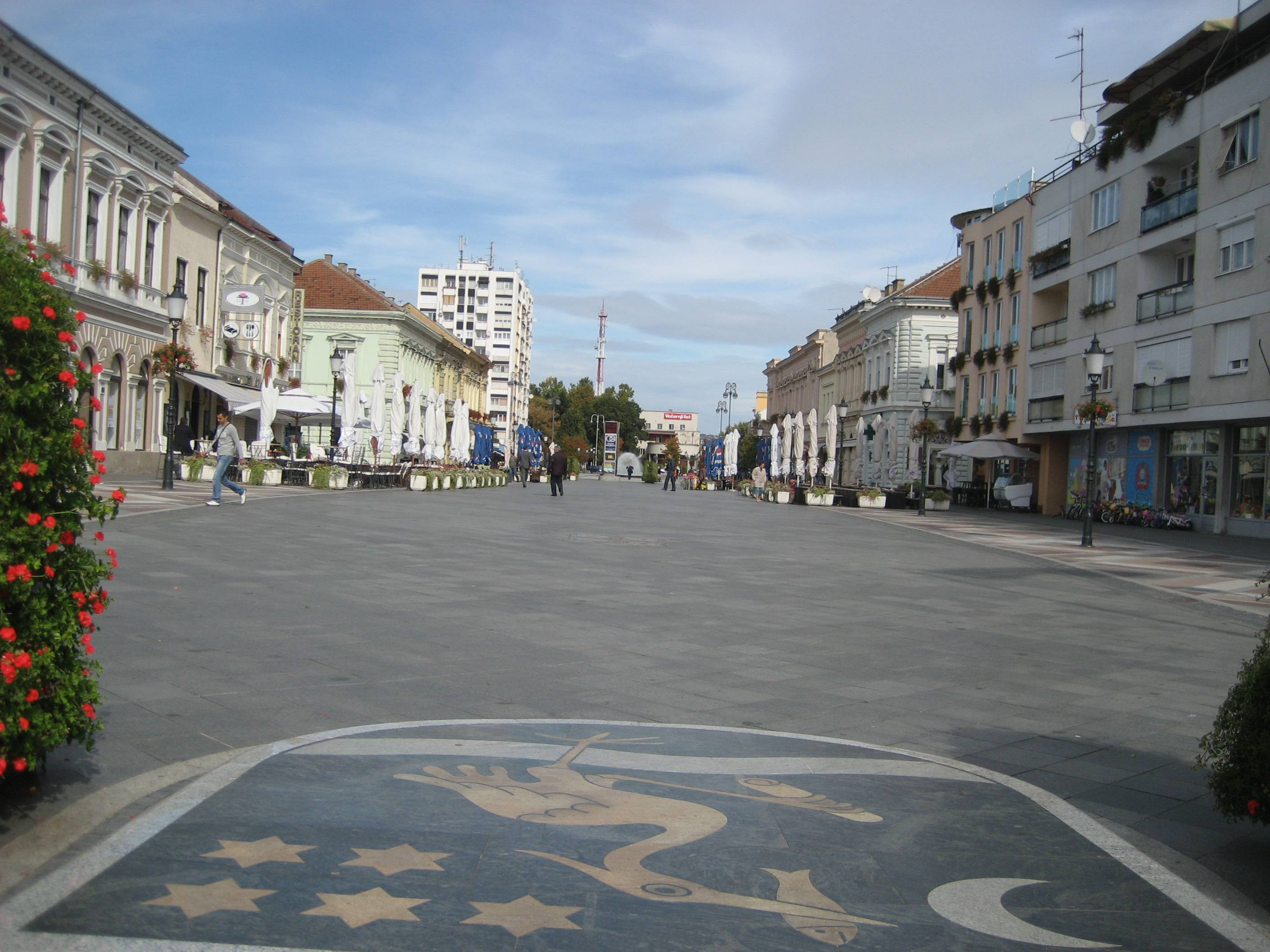
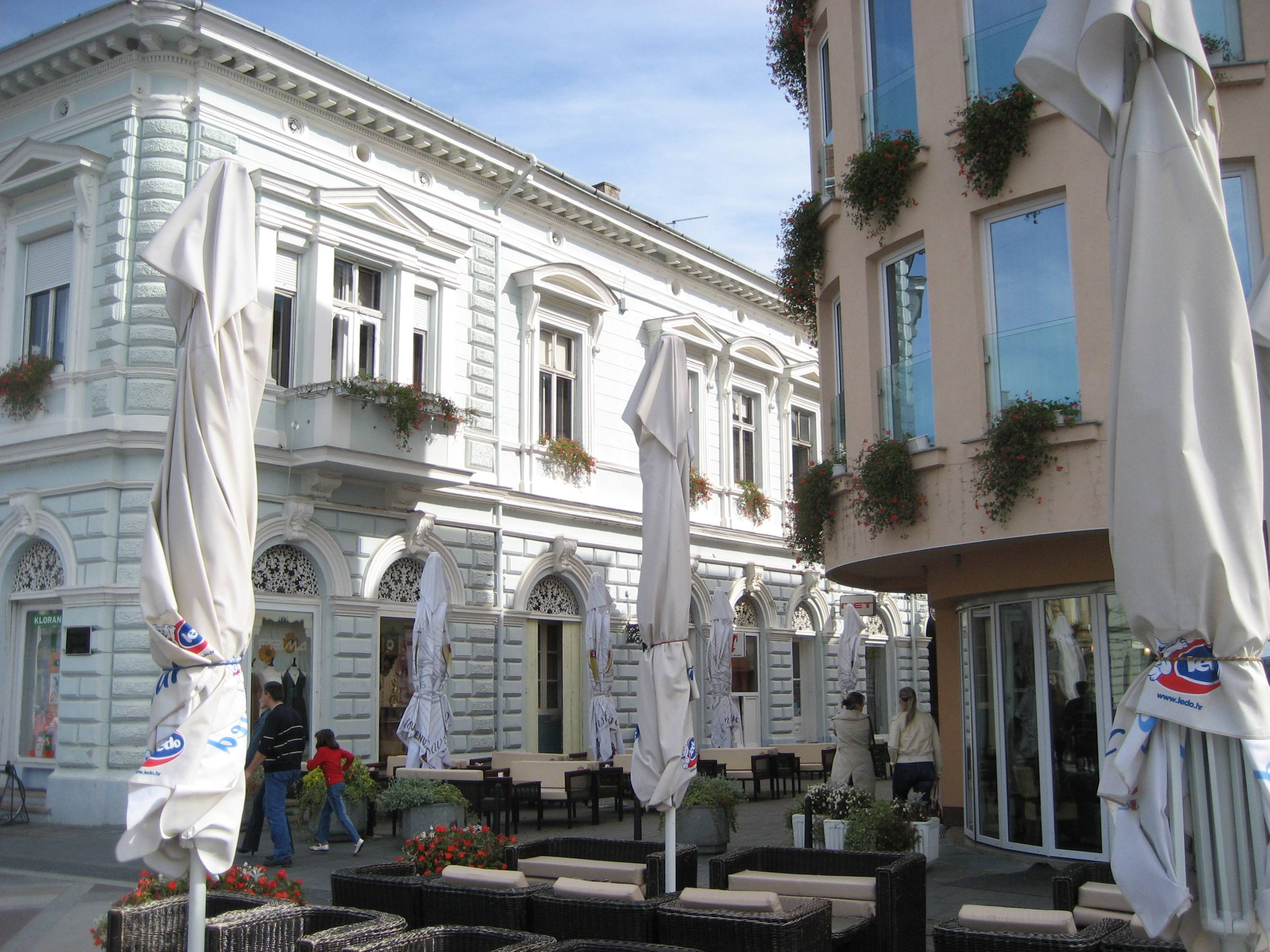

## Bildung
In Slavonski Brod befindet sich die Maschinenbaufakultät der Universität Osijek.

## Kultur
Die Stadt war eine wichtige Militärfestung und bildete durch ihr Franziskanerkloster mit großer Bibliothek ein geistiges und kulturelles Zentrum. Die bekannteste Kulturveranstaltung ist das alljährlich im Mai und Juni stattfindende Kinderfestival U svijetu bajki Ivane Brlic-Mazuranic (In der Märchenwelt der Ivana Brlic-Mazuranic). Die jährliche Folkloreschau volkstümlicher Kunst Broder Volksreigen findet Mitte Juni statt und das Festival patriotischer Tamburicalieder im Mai. Die Künstlerkolonie Sava pflegt die Tradition der Aquarellmalerei.
Die Katharinen-Messe (Katarinski sajam) ist eine traditionelle Messe des Handwerks, Groß- und Einzelhandels, bei der vorrangig traditionelle einheimische Produkte angeboten werden. Sie findet jedes Jahr vom 24. bis zum 28. November statt. Im Jahr 1769 wurde diese Messe zum ersten Mal abgehalten. Sie fand danach bis zum Beginn des Zweiten Weltkriegs jährlich statt. Diese Tradition wurde im Jahr 1996 erfolgreich wiederbelebt.

## Industrie

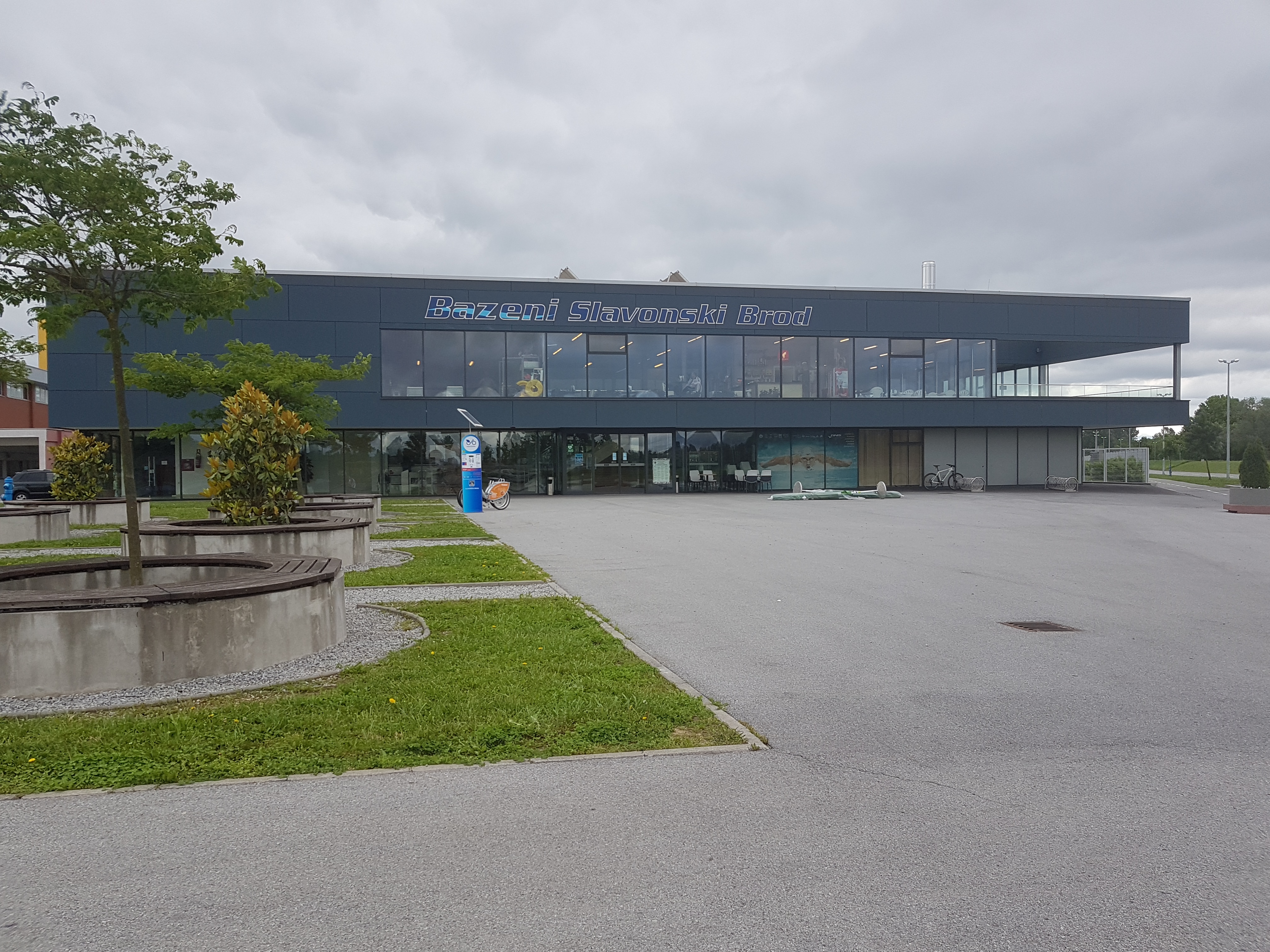
Das neue städtische Schwimmbad

Die Industrie besteht hauptsächlich aus Agrar-Unternehmen und Maschinenbaufirmen. Im Norden der Stadt befindet sich das Areal von Đuro Đaković und des Crotram-Konsortiums. Am östlichen Stadtrand im Stadtteil Bjelis findet man das Industriegebiet Slavonija DI.

## Sehenswürdigkeiten

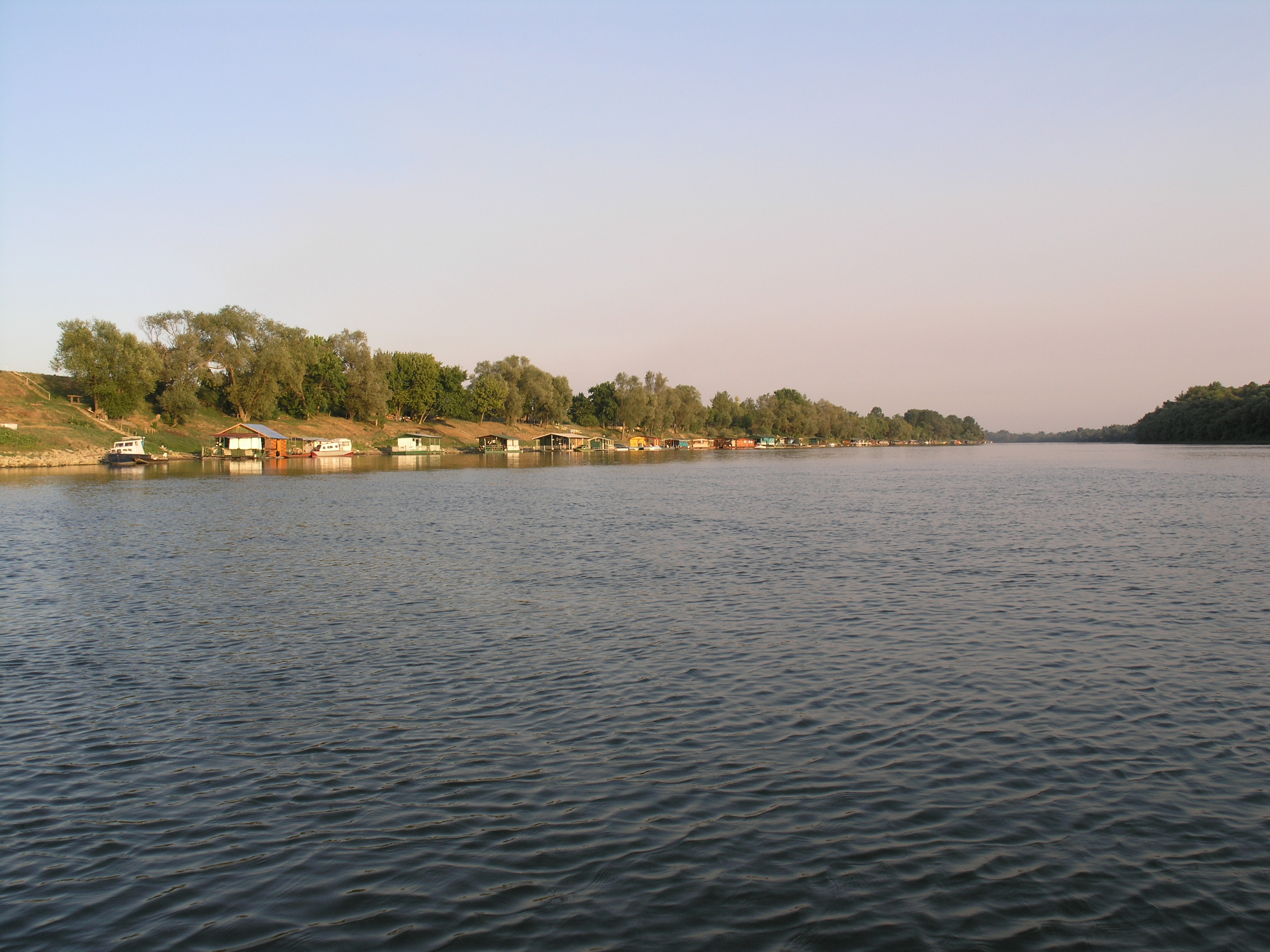
Hausboote auf der Save

Sehenswürdigkeiten sind die alte große Festungsanlage (kroatisch: Tvrđava Brod) aus österreichisch-ungarischer Zeit; sowie Ausgrabungsstätten, die auf eine 8000 Jahre alte Besiedlung des Gebiets schließen, sowie aus der Römerzeit (Siedlung Marsonija).
Der Hauptplatz im Zentrum von Slavonski Brod ist einer der größten in ganz Kroatien. Er ist benannt nach Ivana Brlić-Mažuranić, einer bekannten kroatischen Kinderbuch-Schriftstellerin. Der Hauptplatz wird oft für viele Veranstaltungen und Feste genutzt. An ihm befinden sich viele Galerien, Einkaufszentren, Cafés und Bars.
In unmittelbarer Nähe der Stadt findet der Besucher interessante Jagdgebiete (Migalovci), Fischteiche (Jelas polje), einen See (Petnja), schöne Obst- und Weingärten, das Diljer-Massiv, Bäder u. a. Viele Sportplätze in der Stadt und ihrer Umgebung stehen den Besuchern zur Verfügung. Es gibt viele Bars, Clubs und Cafés und einen großen Korso im Zentrum.

## Sport

### Fußball
Das Fußballstadion Kraj Save mit einem Fassungsvermögen von 8000 Zuschauern, ist die Heimat von NK Marsonia Slavonski Brod.

In der Stadt gibt es mit dem ŽNK Viktorija Slavonski Brod auch einen Frauenfußballverein.

### Basketball
Der Basketballverein vom Slavonski Brod ist KK Svjetlost Brod, früher Svjetlost Oriolik.

## Sonstiges
Auf Grund des großen Preisgefälles zwischen Kroatien und Bosnien und Herzegowina gibt es einen regen Einkaufstourismus von Slavonski Brod nach Bosanski Brod auf der bosnischen Seite der Save. Die Regelungen für den sogenannten kleinen Grenzverkehr wurden jedoch verschärft. Durch die Einstufung der Stadt als grenznahe Gemeinde wurden die üblichen Mengengrenzen, z. B. für Zigaretten, für deren Einwohner deutlich heruntergesetzt.
Die Stadt ist im Kriminalroman Mord im Orient-Express von Agatha Christie der nächste Halt des Zuges, als er in einer Schneewehe stecken bleibt und der Mord geschieht.

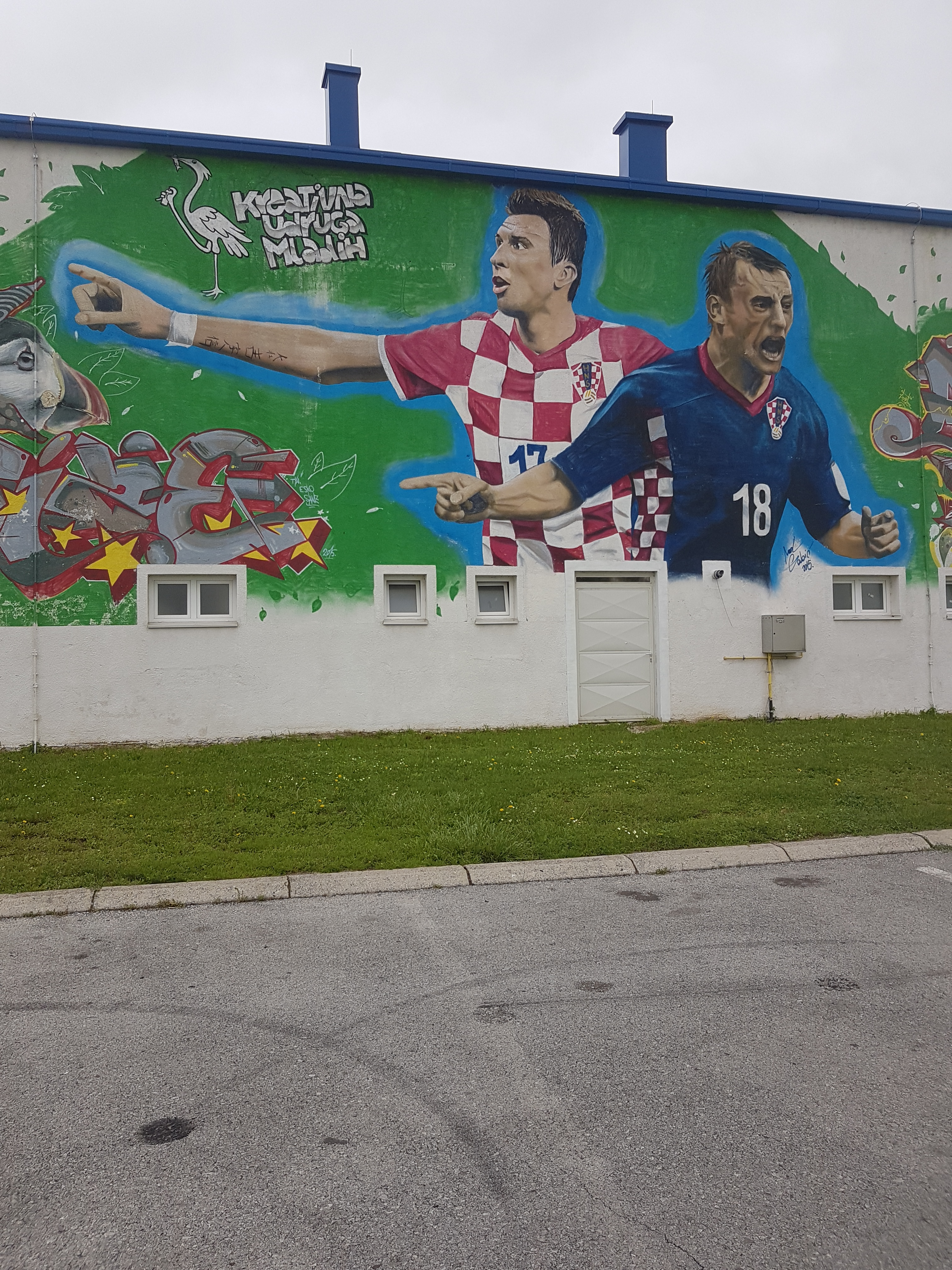
Zwei international bekannte Söhne der Stadt: Mario Mandzukic und Ivica Olic an der Fassade des Stadions von NK Marsonia Slavonski Brod

## Söhne und Töchter der Stadt
- Leopold von Petrasch (1714–1772), Schriftsteller und Philologe
- Branko Radičević (1824–1853), Dichter
- Josef Stadler (1843–1918), Erzbischof von Vrhbonsa (Sarajevo) von 1881 bis 1918
- Gjuro Pilar (1846–1893), Geologe und Mineraloge
- Vladimir Becić (1886–1954), Maler
- Eugen Scharin-Serenyi (1904–1969), Filmschaffender
- Dragutin Tadijanović (1905–2007), Schriftsteller
- Mia Čorak Slavenska (1916–2002), Tänzerin (Metropolitan, Scala)
- Hilde Krahl (1917–1999), österreichische Schauspielerin
- Zdenko Runjić (1942–2004), Komponist und Musiker
- Krešimir Pavelić (* 1952), kroatischer Molekularbiologe
- Ivan Ćurić (* 1964), römisch-katholischer Weihbischof in Đakovo-Osijek
- Josip Weber (1964–2017), kroatisch-belgischer Fußballspieler
- Teresa Zukic (* 1964), deutsche Buchautorin, Religionspädagogin und Ordensschwester
- Vjekoslav Škrinjar (* 1969), Fußballspieler
- Ilija Aračić (* 1970), Fußballspieler und -trainer
- Iva Buric Zalac (* 1978), Sängerin, Songwriterin und Schauspielerin
- Damir Vrančić (* 1985), Fußballspieler
- Mario Mandžukić (* 1986), Fußballspieler
- Kristijan Mesaroš (* 1988), Tennisspieler
- Mario Vrančić (* 1989), Fußballspieler
- Deni Alar (* 1990),  Fußballspieler
- Ana Družić (* 1992), Fußballspielerin
- Dejan Janjatović (* 1992), deutscher Fußballspieler
- Kristijan Makovec (* 1996), Fußballspieler
- Matej Maglica (* 1998), Fußballspieler
- Patrik Mijić (* 1998), Fußballspieler
- Klara Birtić (* 2002), Handballspielerin